# 퀸즈아이

퀸즈아이는 2022년 10월 24일에 데뷔한 대한민국의 빅엔터테인먼트 소속의 6인조 걸 그룹이다.

## 구성원
| 이름 | 소개 |
| ---- | --- |
| 원채 | - 본명 : 황채원 - 생년월일 : 2002년 12월 22일(22세) - 출생지 : 대한민국 인천광역시 - 활동기간 : 2022년 10월 24일 ~ 현재                |
| 아윤 | - 본명 : 신아윤 - 생년월일 : 2003년 9월 24일(21세) - 출생지 : 대한민국 서울특별시 영등포구 대림동 - 활동기간 : 2022년 10월 24일 ~ 현재 |
| 키리 | - 본명 : 누차린 응키리 - 생년월일 : 2004년 6월 8일(21세) - 출생지 : 태국 - 활동기간 : 2022년 10월 24일 ~ 현재                          |
| 서빈 | - 본명 : 이수빈 - 생년월일 : 2004년 10월 1일(20세) - 출생지 : 대한민국 - 활동기간 : 2022년 10월 24일 ~ 현재                            |
| 진율 | - 본명 : 진율 - 생년월일 : 2004년 12월 3일(20세) - 출생지 : 대한민국 - 활동기간 : 2022년 10월 24일 ~ 현재                              |
| 서하 | - 본명 : 이서하 - 생년월일 : 2009년 8월 28일(15세) - 출생지 : 대한민국 서울특별시양천구 목동 - 활동기간 : 2022년 10월 24일 ~ 현재      |

## 음반

### 정규
- 2022년 10월 24일 《QUEENZ TABLE》
- 2023년 7월 6일 《UNI-Q》
- 2025년 8월 7일 《PRISM EP.01》

### 디지털 싱글
- 2023년 10월 15일 《THIS IS LOVE》